# 丹山禎昭
丹山 禎昭（たんやま よしあき、1980年3月6日 - ）は、日本の元男子バレーボール選手、指導者である。

## 来歴
大阪府大阪市出身。バレーボールのコーチをしていた父と、2人の姉の影響で中学1年次からバレーを始める。1995年上宮高校に進学後、セッターを始める。1997年3年次にはインターハイおよび国体に出場した。1998年に近畿大学へ進学する。当初は前田悟の前に出場機会がなかったが1999年2年次から徐々に試合出場するようになる。
2002年4月、日本たばこ産業（JT）に入社、JTサンダーズに入部する。臺光章や前田の控えとして活躍した。2007年には、第2回プラトーノフ記念国際トーナメント優勝に貢献、同大会最優秀選手に選ばれた。2010年5月に引退。
2010年からJTのマネージャーを務めている。2012年、徳元幸人が監督代行に就任した際に徳元が日本体育協会上級ライセンスを持っていないため、そのライセンスを持つ丹山が名目上の監督としてリーグ登録していた。
2013年7月、JT女子チーム・マーヴェラスのコーチに就任した。
2024年、コーチを退任。総務に配置転換となった。
2025年4月、吉原知子が監督に就任する仁川興国生命ピンクスパイダーズの首席コーチとして発表された。

## 人物
- 実姉は元バレーボール選手の丹山美沙緒。
- 娘の丹山花椿は金蘭会高等学校に在籍[10]。U18日本代表に選出され[11]、アジアU18選手権でベストセッターを獲得した[12]。

## 所属チーム

### 選手
- 上宮高等学校
- 近畿大学
- JTサンダーズ（2002-2010年）

### 指導者
- JTマーヴェラス コーチ（2013-2024年）
- 仁川興国生命ピンクスパイダーズ（2025年-）